# Мгоян Заріфа Пашаєвна
Заріфа Пашаєвна Мгоян (сценічне ім'я — Зара; нар. 26 липня 1983, Ленінград, РРФСР) — російська співачка та акторка. Заслужена артистка Російської Федерації (2016). 
Перебуває у Переліку осіб, які створюють загрозу нацбезпеці України, за незаконний перетин кордону України та перебування в Криму вже після окупації його Росією. З 7 січня 2023 року перебуває під санкціями РНБО за антиукраїнську діяльність.

## Життєпис
Заріфа Мгоян народилася 26 липня 1983 року в місті Ленінграді, у сім'ї вірменських езидів з міста Ленінакана.
Батько — Паша Бінбашиевич Мгоян, кандидат фізико-математичних наук. Мати — Наді Джамаловна Мгоян, домогосподарка. У Зафіри Мгоян є старша сестра Ліана та молодший брат Роман.
Закінчила музичну школу по класу фортепіано та Російський державний інститут сценічних мистецтв (курс Г. Баришевої).
Учасниця ТВ- шоу «Фабрика зірок 6».

## Особисте життя
У 2004 році одружилася з сином екс-губернатора Санкт-Петербурга Валентини Матвієнко, Сергієм Матвієнко. Через шлюб змінила єзидизм на православ'я. Шлюб розпався через півтора року.
У 2008 Мгоян одруждилася з начальником Управління фармації Департаменту охорони здоров'я міста Москви Сергієм Івановим, який заради цього шлюбу розлучився з дружиною, з якою має двох дітей.
7 травня 2010 року народила сина Данила, 9 квітня 2012 сина Максима. У 2016 році подружжя розлучилося.

## Фільмографія
- 2013 — «Жінки на межі» — Зарема
- 2010 — «Маленькі трагедії»
- 2010 — «Білий пісок» — Аміна
- 2006 — Ж«иття і смерть Льоньки Пантелєєва»
- 2006 — «Пушкін. Остання дуель» — Смірнова-Россет
- 2006 — «Вічні варіації» — Аріадна
- 2005 — «Фаворський» — Гаяне, вірменка
- 2004 — «Спецназ по-російськи 2» — Карина Мавріна, лейтенант ФСБ
- 2003 — «Демон» — Цариця Тамара
- 2002 — «На ім'я Барон»
- 2001 — «Вулиці розбитих ліхтарів. Менти 3» — епізодична роль